# Stau (1979)
Stau, auch Der große Stau bzw. Der Stau in der DDR (L’ingorgo, auch L’ingorgo – Una storia impossibile), ist ein Spielfilm des italienischen Regisseurs Luigi Comencini aus dem Jahre 1979. In dem italienisch-französisch-spanisch-bundesdeutschen Ensemblefilm, der zur Commedia all’italiana zählt, treten zahlreiche bekannte Schauspieler auf, wie die Italiener Alberto Sordi, Marcello Mastroianni, Stefania Sandrelli und Ugo Tognazzi, die Franzosen Annie Girardot, Patrick Dewaere, Miou-Miou und Gérard Depardieu, die Spanier Ángela Molina und Fernando Rey und der Deutsche Harry Baer. Die böse Satire auf die Konsumgesellschaft zeichnet ein pessimistisches Menschenbild und lief an den Filmfestspielen von Cannes 1979.

## Handlung
Auf einem Autobahnabschnitt unweit von Rom kommt der Verkehrsfluss zum völligen Stillstand. Mit Flüchen und Hupen machen sich die Automobilisten unter der gleißenden Sonne gegenseitig verrückt. Dem Stau entkommt auch nicht De Benedetti, ein Jaguar fahrender, schwerreicher Unternehmer, der mit den Sozialisten verbandelt ist und alle niederen Aufgaben seinem Assistenten überträgt. Unter den Fahrzeugen ist eine Ambulanz, die einen angefahrenen Schwerverletzten transportiert. Die minderjährige Germana will ihrer Familie den Verursacher ihrer Schwangerschaft nicht verraten. Weil ihr Vater ein uneheliches Kind in der Familie schändlich findet, ist die ganze Sippe mit Germana gegen ihren Willen unterwegs zu einer Abtreibungsklinik. Beim älteren Paar Irene und Carlo bringt ein Gezänk Carlos Überdruss über ihre Ehe ans Licht. Ein verliebter junger Mann vergeht vor Sehnsucht nach seiner Geliebten. In einem anderen Wagen schwitzen vier Ganoven und blödeln mit ihren Pistolen herum. Immer mehr Menschen steigen aus ihren Wagen, und viele verrichten ihre Notdurft auf dem Autofriedhof neben der Autobahn. Martina, eine junge Frau mit Gitarre, weist eine Gruppe aufdringlicher Halbstarker aus reichem Hause ab und unterhält sich lieber mit dem einfühlsamen LKW-Fahrer Mario, der Kindernahrung geladen hat. Als man in einem der Autos den Filmstar Montefoschi entdeckt, umzingelt es eine Horde Neugieriger, bis er in das armselige Häuschen am Straßenrand flüchten kann, in dem ihm ein einfacher Raupenfahrer und dessen Frau Teresa Unterschlupf anbieten. Angela sitzt mit ihrem Ehemann Franco und dem Professor, einem Freund der beiden, im Wagen. Franco ahnt nicht, dass seine Frau mit dem Professor eine Affäre hat.
De Benedetti gelingt es nicht, über sein Autotelefon einen Hubschrauber anzufordern, der ihn aus der Lage befreien soll. In der Nacht schlagen die Halbstarken Mario brutal nieder und vergewaltigen Martina. Die Ganoven, die unmittelbar Zeugen des Vorfalls werden, stellen sich schlafend. Nach einer Weile findet Mario die Jugendlichen in ihrem Wagen dösend und bereitet sich vor, ihn anzuzünden, ringt sich aber zum Gewaltverzicht durch. Franco bekommt inzwischen die Affäre zwischen seiner Frau und seinem Freund mit, lässt sich aber nichts anmerken. Montefoschi, der ein Auge auf die sinnliche, jedoch schwangere Teresa geworfen hat, schleicht in der Nacht umher. Sie steigt zu ihm ins Bett, doch er schläft ein. Bevor er am nächsten Tag das Häuschen verlassen kann, erpresst ihn Teresas Mann, ihm eine bessere Arbeit in der Cinecittà zu vermitteln. Währenddessen haben zwei Männer aus Marios LKW Döschen mit Babynahrung gestohlen und verhökern sie an die hungrigen Reisenden. Der Patient im Krankenwagen ist verstorben; Martina und Mario sehen keine gemeinsame Zukunft; und Germana, der man den Floh ins Ohr gesetzt hat, eine Karriere als Sängerin stünde ihr offen, erwägt ihre Schwangerschaft nun doch lieber abzubrechen. Aus einem Hubschrauber kommt die Aufforderung, sich für die Weiterfahrt bereit zu machen. Alle steigen in ihre Autos, doch die Wagenkolonne kommt nicht in Bewegung.

## Kritiken
Für J. M. Thie vom Evangelischen Filmbeobachter war der Film ein würdiger Cannes-Teilnehmer. Comencini sei eine „subtile, bösartige Studie gelungen“. Diese sei „noch lange nicht nur ein bloßes Lehrstück über ein chaotisches, vom politischen und kriminellen Terror gebeuteltes Italien“, sondern ein Angriff auf jede technisierte Konsumgesellschaft. Dieser Angriff geschehe „mit satirischem und ironischem Witz, aber das Lachen, das erzeugt wird, ist das Lachen angesichts der eigenen Hoffnungslosigkeit. Denn Anlaß zur Hoffnung bietet der Film an keiner einzigen Stelle“. Ein Reiz des Werks liege in der ausgezeichneten Starbesetzung; insbesondere Marcello Mastroianni spiele „mit geradezu exhibitionistischer Eindringlichkeit“.
Der film-dienst fand die Hauptidee vom Stau als Symbol für den Zustand der Gesellschaft überstrapaziert. Wegen zu vielen Figuren und Geschichten sei der Film zu oberflächlich und zu wenig erhellend geraten; dass die moderne Gesellschaft kaputt ist, sei schon oft dargestellt worden und Comencinis pauschale Aussage deshalb überflüssig.

## Zum Film
Der Stau wurde im Sommer 1978 auf einer eigens für die Dreharbeiten gebauten Straße auf dem Außengelände der Cinecittà bei Rom gedreht. Das Budget für den Film betrug umgerechnet 12 Mio. Euro. Der westdeutsche Kinostart des Films war am 29. August 1980 im Jugendfilm-Verleih mit einer westdeutschen Synchronisation, die heute jedoch als verschollen gilt.
Kinostart in der DDR war am 6. März 1981 mit einer von Progress-Filmverleih hergestellten DEFA-Synchronisation und der Originallänge des Films von 3092 Metern, was einer Spiellänge von 113 Minuten bei Kinoprojektion bzw. 108 Minuten auf PAL-Norm entspricht. Zur Synchronisation wurden zahlreiche bekannte DDR-Schauspieler wie z. B. Otto Mellies, Ezard Haußmann, Jessy Rameik, Helmut Schellhardt und Manfred Richter verpflichtet. Lizenzablauf der Aufführungsrechte für die DDR war am 31. Dezember 1985.
Mitte der 1980er Jahre wurde der Film unter dem Titel Stau von der Firma Mike Hunter Video mit einer Lauflänge von 90 Minuten als Kauf-Video auf VHS veröffentlicht. Hierfür wurde der Film von der DDR-Kinofassung mit der DEFA-Synchronisation kopiert und aus der ungekürzten 108-Minuten-Fassung ca. 18 Minuten herausgeschnitten. Am 27. Juni 1986 fand die Erstsendung im ZDF unter dem Titel „Der große Stau“ mit genau dieser gekürzten 90-Minuten-Videofassung statt. Eine Ausstrahlung im DDR-Fernsehen gab es nicht.
Am 25. Februar 2011 wurde der Film in seiner ursprünglichen Länge von 108 Minuten und mit der DEFA-Synchronisation von der Firma JAM auf DVD veröffentlicht. Jedoch wurde der Ton von der gekürzten VHS-Veröffentlichung aus der Mitte der 1980er Jahre verwendet. Somit blieben die auf der VHS geschnittenen, nun auf der DVD jedoch enthaltenen Szenen im Original und wurden mit deutschen Untertiteln versehen.
Am 14. Juli 2014 wurde „Der große Stau“ mit der DEFA-Synchronisation auf ARTE gezeigt. Hierfür wurden die italienischen Szenen der DVD-Fassung, obwohl die komplette DEFA-Synchronisation des Films im Bundesfilmarchiv Berlin existiert, mit einer neu angefertigten Synchronisation versehen.